# Herman Steiner
Herman Steiner (Dunajská Streda, 15 de abril de 1905 - Los Angeles, 25 de novembro de 1955) foi um jogador de xadrez dos Estados Unidos com participação nas edições da Olimpíada de xadrez de 1928 a 1931 e 1950 tendo conquistado três medalhas no total. Em participações individuais, conquistou a medalha de prata em 1931 e por equipes as medalhas de ouro em 1931 e prata em 1928.